# Coreia
Coreia (FO 1943: Coréia), também chamada Choson (em coreano:  조선; hanja: 朝鮮) no Norte e Hanguk (em coreano:  한국; hanja: 韓國) no Sul, é um território localizado na península homônima do Nordeste Asiático que é dividido entre dois Estados soberanos distintos: a Coreia do Norte, oficialmente República Popular Democrática da Coreia (RPDC), e Coreia do Sul, oficialmente República da Coreia (ROK). Ambos sempre reivindicaram a soberania sobre a toda a região através das suas constituições. Localizada na Península da Coreia, a Coreia tem fronteiras com a China a noroeste e a Rússia a nordeste e é separada do Japão a leste pelo Estreito da Coreia e pelo Mar da China Oriental.
A Coreia emergiu como uma entidade política singular depois de séculos de conflito entre os Três Reinos da Coreia, que foram unificadas como Silla (57 a.C.-935 d.C.) e Balhae (698-926). O reino Silla acabou sendo sucedido por Goryeo em 935, no final do período dos Três Reinos. Goryeo, que deu nome a "Coreia" atual, era um Estado altamente culto e criou o Jikji no século XIV. As invasões do Império Mongol no século XIII, no entanto, enfraqueceram bastante a nação, o que obrigou-a à vassalagem. Após o colapso da dinastia Yuan, graves conflitos políticos se seguiram. O reino Goryeo caiu depois de um levante liderado pelo general Yi Seong-gye, que estabeleceu Joseon em 1388.
Os primeiros 200 anos de Joseon foram marcados por relativa paz, pela criação do alfabeto coreano pelo rei Sejong, no século XIV e pela crescente influência do confucionismo. Durante a última parte da dinastia, no entanto, a política isolacionista da Coreia ganhou o apelido no mundo ocidental de "reino eremita". No final do século XIX, o país tornou-se objeto do projeto de dominação do Império do Japão. A Coreia foi anexada como colônia pelo Japão e permaneceu uma parte do Império Japonês até o final da Segunda Guerra Mundial, em agosto de 1945. Até hoje o governo japonês se recusa a admitir a colonização de fato.
Em 1945, a União Soviética e os Estados Unidos concordaram com a rendição das forças japonesas na Coreia, no rescaldo da Segunda Guerra Mundial, deixando a Coreia dividida ao longo do paralelo 38, com o Norte sob ocupação soviética e o sul sob ocupação estadunidense. Estas circunstâncias logo se tornaram a base para a divisão da Coreia pelas duas superpotências, que foi agravada pela incapacidade de chegar a um acordo sobre os termos de independência do país. O governo de inspiração comunista no Norte recebeu o apoio da União Soviética, em oposição ao governo pró-ocidental no Sul, o que levou a divisão da Coreia em duas entidades políticas. Isto eventualmente levou à guerra em 1950, que se tornou conhecida a Guerra da Coreia. A guerra não acabou com um tratado de paz formal, mas apenas com um armistício, fator que contribui para as altas tensões que continuam a dividir a península.

## História
A história da Coreia pode ser dividida, a princípio, em três partes principais: pré-história e antiguidade, os três reinos da Coreia, e a modernidade. Durante a pré-história, a península da Coreia é povoada pelas primeiras tribos, que se organizam posteriormente em reinos, e durante a antiguidade existe um período de dominação chinesa sobre a região. Após reconquistar a independência, a península fica organizada em três grandes reinos, que dão o nome ao período. A modernidade considera o período em que a Coreia foi disputada pela Rússia e Japão, a dominação japonesa, a divisão das duas Coreias (em Coreia do Sul e Coreia do Norte) e a guerra, bem como o pós-guerra até a modernidade.

### Pré-história e Antiguidade

#### Neolítico
A Coreia foi povoada pela primeira vez, no paleolítico, pelas tribos Tungus, cuja identidade cultural viria a marcar profundamente o território. As amostras de cerâmica mais antigas encontradas na Coreia datam de 8000 a.C., e o período Neolítico começou antes de 6000 a.C., seguido pela Idade do Bronze, por volta de 2500 a.C.. A história da Coreia tem o início ligado à legendária dinastia de Tangun, cujo primeiro rei governou a partir do ano 2333 a.C. Esse primeiro reino, com capital em Pyongyang, durou 12 séculos e dele se conservam alguns monumentos, altares e tumbas. Chegou ao fim em 1122 a.C., após a invasão chinesa que, encabeçada por Kija, estendeu-se por toda a península coreana até parte da Manchúria (nordeste da China). O reino de Kija ficou conhecido com o nome de Choson ("sossego da manhã", "terra tranquila" ou "bela manhã"), chegando a se estender da península até a Manchúria. Kija foi sucedido por monarcas coreanos, como Yi Pyong-do, até que um de seus descendentes foi derrotado pelo usurpador Wiman, em 194 a.C..
A influência chinesa, já forte, aumentou com as conquistas e colonização dos Han do oeste, em 108 a.C.. Após dominar a Coreia, o imperador chinês Wudi (Wuti) subdividiu o país em quatro colônias organizadas de forma hierárquica e centralizada, segundo a concepção confucionista do Estado. Neste meio tempo, os Estados do sul da Coreia agiam como uma ponte entre o continente e o Japão. Pouco a pouco, a aristocracia coreana recuperou o poder sobre o país, que formalmente continuou submetido à soberania chinesa. Os coreanos, porém, haviam adotado o uso de metais trabalhados, o que, junto com outros avanços técnicos e sociais, situava sua civilização entre as mais desenvolvidas da Ásia oriental, depois da China.

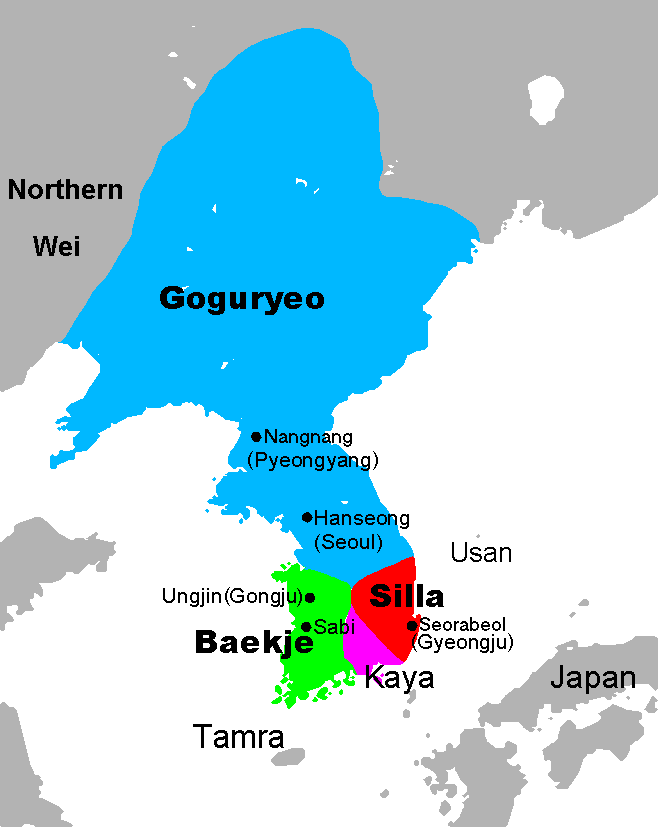
Mapa dos três reinos: Silla (57 a.C. - 935 d.C.), Koguryo (37 a.C. - 668 d.C.) e Paikche (18 a.C. - 660 d.C.). Na costa sul existia um quarto Estado, chamado Kaya.

### Três Reinos
Em 57 a.C. foi fundado o reino de Silla, no sudeste da península, e, em seguida, surgiram os reinos de Koguryo (Kogurio ou Goguryeo), no norte e o de Paikche (Paekche), no sudoeste. Na costa sul existia um quarto Estado, chamado Kaya. Em torno do século IV o budismo alcançou a Coreia. Nesse período histórico, conhecido como o dos três reinos, ocorreram diversos conflitos pelo domínio da península. Os três reinos competiam entre si, econômica e militarmente. Num primeiro momento, o reino de Koguryo foi o mais poderoso, especialmente depois que repeliu os ataques chineses nos anos 313 e 314 da era cristã, mas foi derrotado quando o reino Silla aliou-se aos Tang (668). O reino de Silla, com o apoio dos chineses, conseguiu derrotar o reino de Paekche no ano 660 e o de Koguryo em 668, acabando por unificar a Coreia (735), cobrindo a maior parte da península, enquanto o ex-general de Koguryo, Dae Jo-Yeong, fundou Balhae. Silla tornou-se um Estado tributário da China e governou a Coreia unificada por 200 anos.

#### Koguryo
Koguryo foi fundado em 37 a.C, por Jumong, e posteriormente Taejo unificou o governo da região. Koguryo foi o primeiro dos três reinos a adotar o budismo como religião oficial.
Koguryo alcançou seu auge no século V, se tornando uma das maiores potências do leste asiático, quando Guangaeto, o Grande expandiu o território, anexando quase toda a Manchúria, partes da Rússia e da Mongólia. Koguryo viveu um período de grande prosperidade com Guangaeto e Jangsu, seu filho, que subjugaram Silla e Baekje, alcançando uma breve unificação dos três reinos.
Koguryo foi um estado altamente militarista; além da disputa pelo controle da península coreana, Koguryo entrou em diversos conflitos com dinastias chinesas, como na guerra Koguryo-Sui, na qual uma força Sui (possivelmente com mais de um milhão de homens) foi derrotada, contribuindo para a queda da dinastia.
Em 642 d.C., o general Yeon Gaesomun liderou um golpe e se tornou o governante de Koguryo. Em resposta, o imperador chinês Tang Taizong liderou uma campanha contra Koguryo, mas foi derrotado. Seu filho, o imperador Tang Gaozong se aliou com Silla e invadiu Koguryo novamente, mas foi derrotado em 662. Porém, Yeon Gaesomun morreu em 666, levando a disputa pelo poder e enfraquecimento do reino de Koguryo. Em 667, a aliança de Tang e Silla organizou uma nova invasão, e o reino de Koguryo foi conquistado em 668.

#### Baekje
Baekje foi fundado por Onjo, o terceiro filho do fundador de Koguryo, em 18 a.C.. O Sanguo Zhi cita Baekje como um membro da confederação Mahan, na bacia do rio Han (próximo da atual Seul). O reino anexou as províncias de Chungcheong e Jeolla no sudoeste da península, e se tornou militar e politicamente importante na região. No processo, Baekje entrou em forte confronto com Koguryo e com colônias chinesas na região.
No seu ápice, durante o reinado de Geunchogo no século IV, Baekje absorveu todos os estados da confederação Mahan e conquistou a maior parte do oeste da península coreana, criando um governo centralizado. Baekje teve acesso a cultura e tecnologia chinesa, por meio de rotas marítimas estabelecidas durante sua expansão territorial. Baekje foi uma grande potência marítima; seu desenvolvimento náutico foi essencial na disseminação do budismo pela ásia oriental e da cultura do continente no Japão.

#### Período Posterior dos Três Reinos
Entre os anos 980 e 935, os três antigos reinos ressurgiram na península. Um dos grupos de rebeldes camponeses que se organizaram para vencer o reino de Silla, dirigido por Wang Kon, criou em 918, no Norte da península, o reino de Koryo ("alto e belo"), de onde procede o nome da Coreia.

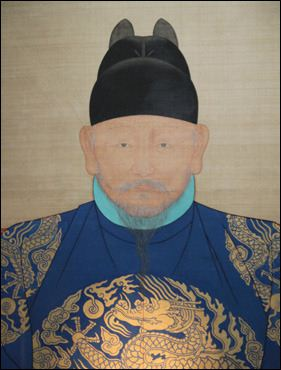
General Yi Song-gye, que subiu ao trono coreano em 1392.

No ano de 935, com a abdicação do último rei de Silla, a península coreana foi reunificada pelo reino de Koryo, cujos limites, em 993, alcançaram o Rio Amnok, na fronteira com a China. A nobreza civil é retirada do poder por um golpe militar em 1170, tendo o regime militar durado 60 anos. O florescimento de Koryo teve lugar durante o século XII. Sua fé budista inspirou muitos ganhos no campo da literatura, das artes e ciências. Entretanto, a médio prazo, a dinastia Koryo é debilitada no seu poder político pela ascensão do clero budista e, mais tarde, pelas incursões dos mongóis (1231), que utilizaram a península como base militar para preparar ataques à China e ao Japão. Um período de guerra civil terminou com a supremacia do reino Koryo.
Os Mongóis invadiram a Coreia em 1231, dando início a um período de 30 anos de lutas. Os mongóis foram muitas vezes distraídos pelas suas batalhas na China e em outros lugares, mas, finalmente, levaram à península um poderio militar tal que os Koryo aliaram-se aos invasores em 1258. Sob os mongóis, Koryo manteve sua cultura única e tentou demonstrar sua superioridade em relação aos conquistadores através de um surto de realizações artísticas. Em 1392, seguindo-se à queda da dinastia de Yuan, o general Yi Song-gye (Yi Songgie), apoiado pelos Ming, tomou o poder. Começava o período da dinastia Yi (dita também dinastia Li ou Choson), que perdurou até 1910, data da anexação ao Japão.

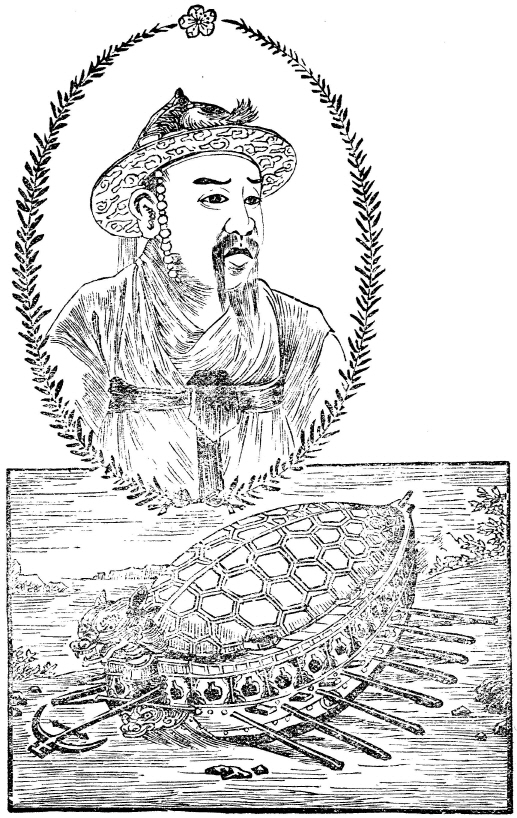
O almirante coreano Yi Sun-Shin e o inovador navio tartaruga.

Sob a dinastia Yi (1392-1910), a Coreia foi fortemente influenciada pela China dos Ming no campo político e cultural. Os soberanos Yi promoveram a reforma agrária, reforçaram a centralização administrativa, construíram uma nova capital em Seul e estabeleceram o confucionismo como religião oficial, substituindo o amplamente degenerado budismo, que foi proibido. A Coreia tornou-se um importante centro do saber, o que foi possível em razão da invenção dos tipos móveis e da técnica de impressão por xilogravura por volta do ano 1234. O rei Sejong, o Grande, (1418-1450) promulgou o hangul, o alfabeto coreano.
A partir do final do século XV, a administração foi enfraquecida por disputas facionárias. O grande teste da dinastia Yi teve início em 1592, com a invasão pelos japoneses que, liderados por Hideyoshi, ostensivamente pretendiam conquistar a China. Não obstante os seis anos de lutas com os exércitos samurais terem deixado grande parte da península coreana devastada, enfraquecendo o Estado, os japoneses foram obrigados a recuar, pois suas frotas não conseguiram manter o controle sobre as rotas marítimas de suprimento e reforços provenientes do Japão. O grande almirante coreano Yi Sun-Shin derrotou os japoneses no mar. A grande chave para as vitórias navais coreanas foram os inovadores navios tartaruga, as primeiras embarcações couraçadas resistentes a canhões. Os japoneses não tinham resposta à altura para aquelas lentas, mas poderosas armas.
Pouco depois os manchus (dinastia dos Qing da China) a invadiram e logo a Coreia tornou-se um Estado vassalo da China (1637). A dinastia Yi continuou somente com o apoio dos Qing. Relutantes em considerar mudanças, eles devotavam-se mais ao confucionismo do que os próprios chineses. Em 1897, o Reino foi rebatizado de Império Coreano (1897-1910), e o rei Gojong foi proclamado imperador. Durante os séculos XVII e XVIII, as mudanças esgotaram o sistema político e social dos Yi, que no século XIX começou a desmoronar.

### Modernidade

Bandeira utilizada em 1882.

No século XIX, a Coreia tornou-se objeto de intensa rivalidade entre Rússia e Japão. Aberta ao comércio japonês em 1876, foi envolvida nas guerras sino-japonesas (1894 - 1895), sendo-lhe garantida a independência em 1895 pelo Tratado de Shimonoseki, o suficiente para que virasse campo de batalha durante a guerra Russo-Japonesa (1904-1905). Em 1905, o Japão, que eliminara os Qing na Coreia (1895), forçou a Coreia a assinar o Tratado de Eulsa, transformando o país em um protetorado japonês. Em 1910, as tropas japonesas ocuparam a Coreia, transformando-a em colônia, embora o tratado não fosse considerado juridicamente válido.
A partir da anexação, a sociedade e os costumes coreanos modificaram-se profundamente, a indústria e a economia integraram-se por completo no sistema de produção japonesa e verificou-se um acelerado processo de expansão. O japonês tornou-se a língua oficial e as tropas de ocupação sufocaram todas as tentativas de rebelião.
A reação nacionalista foi tímida e demorada, até que, em 1º de março de 1919, centenas de milhares de coreanos manifestaram-se contra a dominação nipônica. As autoridades japonesas responderam com violência. Cerca de 23 000 pessoas morreram ou foram feridas e efetuaram-se quase cinquenta mil detenções. Formou-se um governo coreano no exílio, com sede em Xangai, com o apoio expresso do governo americano.

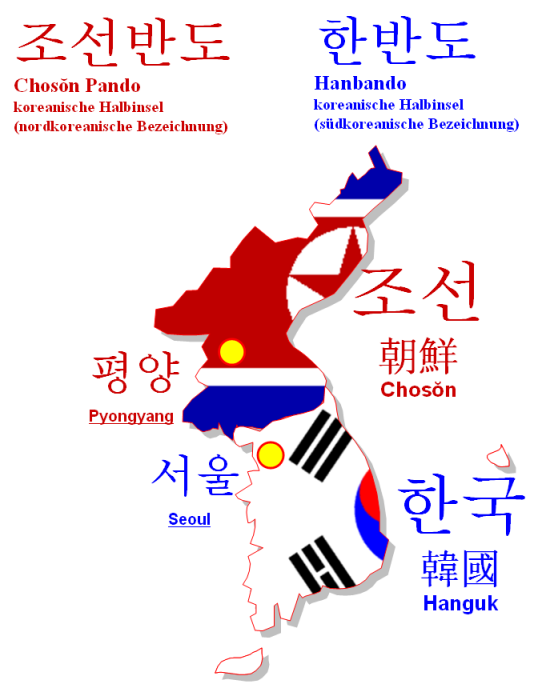
Mapa mostrando a República da Coreia (Coreia do Sul), com capital em Seul e a República Popular Democrática da Coreia (Coreia do Norte), com capital em Pyongyang.

Ainda que a ocupação japonesa perdurasse até o fim da Segunda Guerra Mundial, desde a Declaração do Cairo de 1943, assinada pelas potências aliadas e a China, estava prevista a independência da Coreia, com o propósito de acertar a rendição das tropas japonesas. O governo no exílio transferiu-se para Chongjin, enquanto tropas coreanas lutavam contra o Japão ao lado de chineses nacionalistas e comunistas.
Pouco antes do fim da guerra no Pacífico, na Conferência de Potsdam de 1945, os aliados, junto com a União Soviética, reafirmaram o que havia sido decidido no Cairo. Em 12 de agosto, os soviéticos invadiram o norte da Coreia, alcançando o paralelo 38. Com o final da guerra, a Coreia foi dividida em zonas de ocupação. A parte setentrional ficou submetida à União das Repúblicas Socialistas Soviéticas , que instalou no território sua organização comunista. Ao sul do paralelo 38 N, a reconstrução, em bases capitalistas, foi organizada pelos Estados Unidos.
|                             |  |  |
| Syngman Rhee e Kim Il Sung. |  |  |

Em 1947, uma equipe de especialistas enviada pela Organização das Nações Unidas (ONU) redigiu um relatório em que aconselhava o começo de um processo de reunificação do país, a que a União Soviética se opôs. Em agosto de 1948 fundou-se a República da Coreia (Coreia do Sul). Seu presidente, Syngman Rhee, pretendia ter jurisdição sobre todo o país, mas um mês depois foi proclamada em Pyongyang a República Popular Democrática da Coreia (Coreia do Norte), governada por Kim Il Sung, herói da resistência à ocupação japonesa. Graves tensões internas e planos de reunificação e levaram à invasão do sul pelo norte comunista o que deu início a Guerra da Coreia (1950-1953), que sofreu pesada intervenção das Nações Unidas e dos EUA, apoiando a Coreia do Sul, e da China Comunista, apoiando a Coreia do Norte. O Tratado de Panmunjon, celebrado em 1953, veio pôr fim à guerra, sem que nenhuma das partes saísse vencedora. A restauração da paz devolveu a fronteira ao limite anterior à guerra, mas as tensões permaneceram, até um acordo assinado pelos dois governos em julho de 1972, marcando as bases para uma possível reunificação no futuro. Ao mesmo tempo, os dois países foram reconhecidos pela ONU.

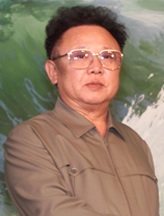
Kim Jong-il.

Até 1985, a Coreia do Sul foi um estado autoritário e repressivo, abalado por uma sequência de golpes de Estado e gigantescas manifestações populares no mesmo ano foram marcadas as primeiras eleições legislativas da história do país. No ano seguinte, Seul sediou os Jogos Asiáticos de 1986 e desde então o país já sediou duas edições dos Jogos Olímpicos, três edições dos Jogos Asiáticos e três vezes a Universidade, além de outros eventos esportivos de grande porte. Atualmente, está numa fase de liberalização, crescimento econômico e expansão, com a sua imagem reforçada pela organização do Mundial de Futebol de 2002, com boas prestações da sua seleção nacional e com as tentativas de aproximação à Coreia do Norte. Em 2003, Roh Moo-hyun tornou-se Presidente da República, sucedendo Kim Dae-jung. Atualmente, o país é governado por Moon Jae-in. No Norte, Kim Il Sung manteve-se no poder até 1980, ano em que lhe sucede o seu filho, Kim Jong-il. Em 1988, a Coreia do Norte recusou-se a participar das Olimpíadas de Seul, realizadas na Coreia do Sul. Kim Jong-il faleceu em dezembro de 2011, aos de 69 anos, sendo sucedido pelo filho mais novo, Kim Jong-un.
Em 1990, o diálogo das duas Coreias para a reunificação passou a ter avanços significativos. Entretanto, em 1993, a possibilidade de a Coreia do Norte fabricar armamento nuclear provocou tensão entre os dois países. Em 2000, ocorreu a primeira reunião dos chefes de Estado da Coreia do Sul e da Coreia do Norte, em que se discutiu a reunificação dos países.

## Ciência e tecnologia
Um dos mais bem conhecidos artefactos é Cheomsongdae, um observatório de 9,4 metros de altura construído em 634. Acredita-se que seja um dos mais velhos observatórios astronómicos ainda existentes.
A primeira prensa móvel de metal foi desenvolvida na Coreia em 1232 por Chae Yun-ui durante a dinastia Goryeo.